# جياك مقدس
جياك مقدس أو خشب القديسين  أو غَيَّاك أو عود الأنبياء (الاسم العلمي: Guaiacum sanctum) هي نوع نباتي يتبع جنس الجياك من فصيلة القديسية. أخشابها شديدة الصلابة. يستخرج منها مواد راتنجية.